# Marie Straubel

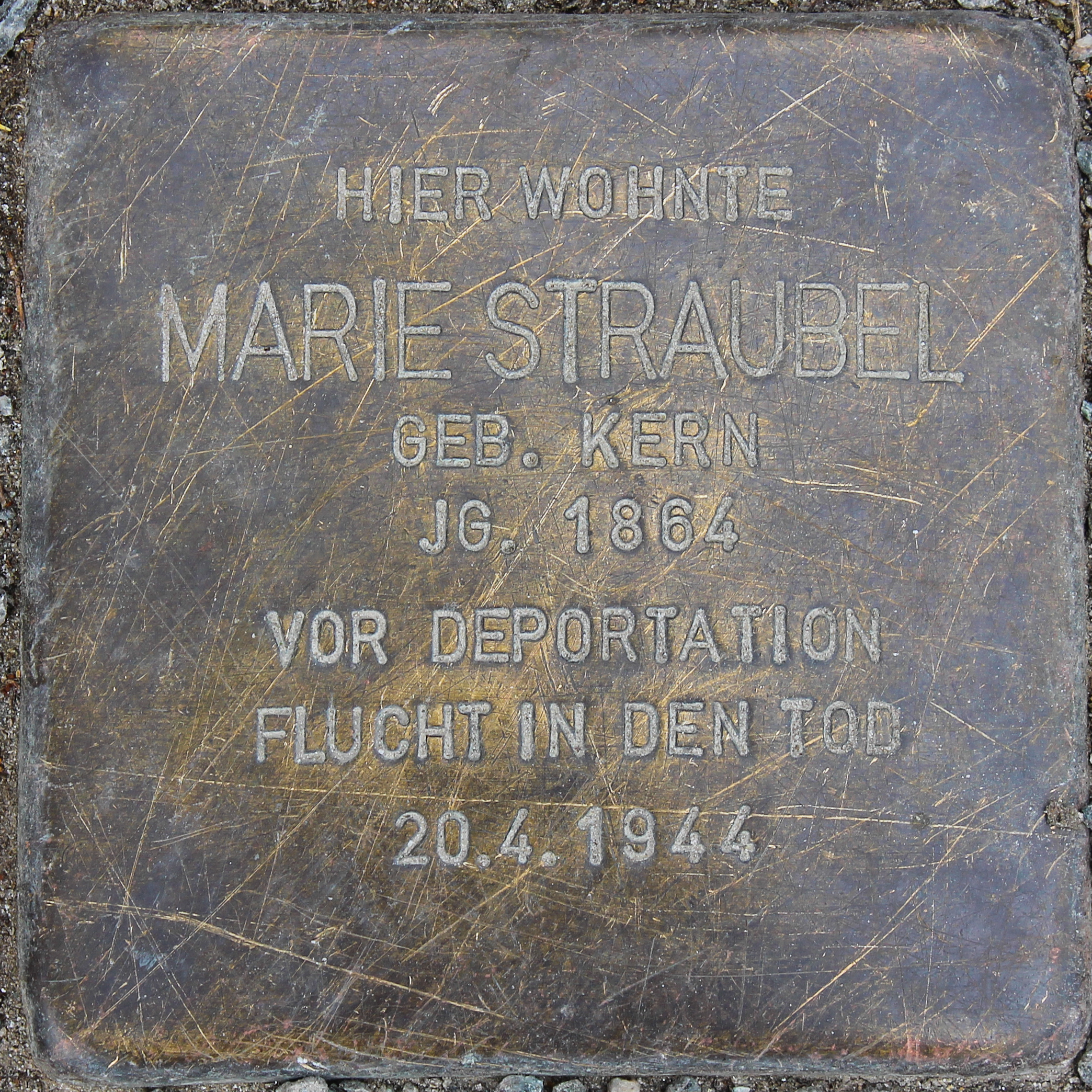

Marie Straubel, geborene Marie Kern (* 30. Juni 1865 in Gleiwitz; † 20. April 1944 in Jena), war eine deutsche Frauenrechtlerin. Ihr Ehemann war Rudolf Straubel.

## Leben
Marie Straubel kam aus einer jüdischen Industriellenfamilie. Sie wurde 1865 als Marie Kern in Gleiwitz geboren. 1894 heiratete sie den Physiker Rudolf Straubel. Aus der Ehe gingen vier Söhne hervor.
Marie Straubel engagierte sich in Jenas bürgerlicher Frauenbewegung. Vor allem ging es ihr um das Recht für Mädchen und Frauen auf Bildung und auf Zulassung zum Universitätsstudium. 1902 wurde Straubel erste Vorsitzende der Jenaer Abteilung des Vereins „Frauenbildung – Frauenstudium“.
Marie Straubel war Gründungsmitglied des Jenaer Kunstvereins. Das Haus der Eheleute Straubel gehörte zu Jenas Treffpunkten der wissenschaftlich und kulturell aktiven Schicht mit Persönlichkeiten wie etwa Anna und Felix Auerbach, Walter Gropius, Margarete und Siegfried Czapski, Grete Unrein sowie Else und Ernst Abbe.
1933 verweigerte Marie Straubels Ehemann Rudolf die politisch geforderte Trennung von seiner jüdischen Frau. Als Konsequenz musste er die Geschäftsleitung des Zeiss-Unternehmens verlassen und wurde vorzeitig pensioniert. Nach dem Tod ihres Mannes im Dezember 1943 erhielt Marie Straubel im Frühjahr 1944 den Deportationsbescheid. Sie nahm sich am 20. April 1944 das Leben.
Zum Gedenken an Marie Straubel liegt vor ihrem Wohnhaus in Jena, Botzstraße 10 seit 2010 ein Stolperstein.